# 古山瑛翔
古山 瑛翔（ふるやま えいと、1993年11月8日 - ）は、千葉県出身の元サッカー選手、現サッカー指導者。選手時代のポジションはMFもしくはDF。

## クラブ歴
JFAアカデミー福島1期生で、同期に三幸秀稔、遠藤翼、金城クリストファー達樹らがいる。2011年にFCジロンダン・ボルドーU-19に移籍した。
2012年にフランス全国選手権2所属のディジョンFCOBで選手となったが、外国籍枠の関係もあって出場機会は多くなかった。
2015年に1.SNL所属のNKラドムリェに完全移籍、同年3月4日に全国リーグ初出場を記録した。
2016年に福島県社会人サッカーリーグ2部所属のいわきFCに加入し、主将を務めた。2018年迄在籍し、クラブを東北社会人サッカーリーグ1部昇格にまで導いた。
2020年に市川SCに加入し、2022年に引退した。

## 代表歴
U-14代表として2008年にEAFF U-14フェスティバルに出場した他、U-16代表として2009年の豊田国際ユースサッカー大会にも出場した。

## 指導歴
引退後は市川SCのU-12監督兼U-14コーチに就任した。
その後、JFAアカデミー堺のコーチに就任した。